# Atlantic Council
El Atlantic Council es un think tank estadounidense en el campo de los asuntos internacionales, a favor del atlantismo, fundado en 1961. Administra diez centros regionales y programas funcionales relacionados con la seguridad internacional y la prosperidad económica mundial. Tiene su sede en Washington D. C. Es miembro de la Asociación del Tratado Atlántico.

## Historia
El Atlantic Council se fundó con la misión declarada de fomentar la continuación de la cooperación entre América del Norte y Europa que comenzó después de la Segunda Guerra Mundial. En sus primeros años, su trabajo consistió en gran medida en la publicación de documentos de política pública y encuestas a europeos y estadounidenses sobre sus actitudes hacia la cooperación transatlántica e internacional. En estos primeros años, su enfoque principal se centró en cuestiones económicas, principalmente fomentando el libre comercio entre los dos continentes y, en menor medida, con el resto del mundo, pero también trabajó en cuestiones políticas y ambientales.
Aunque el Atlantic Council publicó documentos y monografías de política pública, Melvin Small, de la Universidad Estatal de Wayne, escribió que, especialmente en sus primeros años, la verdadera fuerza del Consejo residía en sus conexiones con hacedores de política influyentes. El Consejo pronto encontró un nicho como "centro de reuniones informales" de líderes de ambos lados del Atlántico, con miembros trabajando para desarrollar "redes de comunicación continua".
El Atlantic Council también trabaja fuera de Europa y los EE. UU. Fue una de las primeras organizaciones que abogaron por una mayor presencia japonesa en la comunidad internacional. Sus programas asiáticos se han ampliado desde 2001 como consecuencia de la guerra en Afganistán que condujo a la apertura de su Centro de Asia Meridional y Programa sobre Asia. El cambio climático y la coordinación con India y China en estos temas también fueron un factor en este desarrollo.
En febrero de 2009, James L. Jones, entonces presidente del Atlantic Council, renunció para servir como nuevo asesor de seguridad nacional del presidente Obama y fue sucedido por el senador Chuck Hagel. Además, otros miembros del Consejo también se fueron para servir a la administración: Susan Rice como embajadora ante la ONU, Richard Holbrooke como Representante Especial para Afganistán y Pakistán, el General Eric K. Shinseki como Secretario de Asuntos de Veteranos y Anne-Marie Slaughter como Director de Planificación de Políticas del Departamento de Estado. Cuatro años después, Hagel renunció para ocupar el cargo de Secretario de Defensa de los Estados Unidos. El general Brent Scowcroft se desempeñó como presidente interino de la junta directiva de la organización hasta enero de 2014, cuando se nombró al ex embajador en China y gobernador de Utah, Jon Huntsman Jr.
En septiembre de 2014, The Atlantic Council contrató al director de la serie Call of Duty: Black Ops, Dave Anthony, como miembro sénior no residente.
En 2017, Tom Bossert, anteriormente becario de riesgo cibernético no residente de Zúrich en la Iniciativa de Seguridad Cibernética del Consejo Atlántico, fue nombrado Asesor de Seguridad Nacional de la administración Trump.[cita requerida]
En 2019, el Atlantic Council se asoció con la Fundación Hungría, un grupo financiado por el gobierno autoritario de Orbán en Hungría. Se planeó una serie de discusiones estratégicas que habrían incluido a funcionarios clave de EE. UU. y Europa Central. En una reunión en Budapest ese año, los miembros del Atlantic Council criticaron a los funcionarios del Ministerio de Relaciones Exteriores húngaro por limitar la discusión sobre el estado de la democracia en Hungría. Después de esto, la Fundación de Hungría canceló el proyecto. En 2020, el Atlantic Council devolvió una subvención de la Fundación de Hungría y finalizó su relación con la fundación.

## Conexiones y financiación
El Atlantic Council, desde sus inicios, ha declarado que es una institución no partidista, con miembros "de las alas internacionalistas moderadas de ambos partidos" en los Estados Unidos. A pesar de sus conexiones, el Consejo es por estatuto independiente del gobierno de EE. UU. y la OTAN, una organización sin fines de lucro registrada 501(c)(3).
En septiembre de 2014, Eric Lipton informó en The New York Times que desde 2008, la organización estadounidense había recibido donaciones de más de veinticinco gobiernos extranjeros. Escribió que el Atlantic Council fue uno de varios grupos de expertos que recibieron importantes fondos del extranjero y realizaron actividades que "típicamente se alinean con las agendas de los gobiernos extranjeros".
El Centro Rafik Hariri para el Medio Oriente del Atlantic Council fue establecido con una donación de Bahaa Hariri y su directora fundadora fue Michele Dunne. Después de que Mohamed Morsi fuera destituido como presidente de Egipto por los militares en 2013, Dunne instó a Estados Unidos a suspender la ayuda militar a Egipto y calificó la destitución de Morsi como un " golpe militar". Bahaa Hariri se quejó ante el Atlantic Council por las acciones de Dunne y cuatro meses después, Dunne renunció a su cargo.
En 2014, el Consejo del Atlántico produjo un informe de la promoción de la Asociación Transatlántica de Comercio e Inversión (TTIP) - una propuesta de acuerdo de establecimiento de comercio entre la Unión Europea y los EE. UU.- con el apoyo financiero de FedEx, que estaban presionando simultáneamente al Congreso directamente a disminuir aranceles trasatlánticos.
En 2015 y 2016, los tres mayores donantes, que dieron más de $ 1 millón de dólares cada uno, fueron la millonaria estadounidense Adrienne Arsht (vicepresidenta ejecutiva ), el multimillonario libanés Bahaa Hariri (hermano separado del primer ministro libanés Saad Hariri ) y los Emiratos Árabes Unidos . La oligarca ucraniana Burisma Holdings donó $100,000 por año durante tres años al Atlantic Council a partir de 2016. La lista completa de patrocinadores financieros incluye muchas preocupaciones militares, financieras y corporativas.
Los principales donantes en 2018 fueron Facebook y el gobierno británico.
Según el Consejo, de sus ingresos de 2019, el 14 % (aproximadamente $5,5 millones) provino de donantes no gubernamentales.

## Eventos
El Atlantic Council crea un lugar de encuentro para jefes de Estado, líderes militares y líderes internacionales de ambos lados del Atlántico. En 2009, el Consejo acogió el primer discurso importante del exsecretario general de la OTAN, Anders Fogh Rasmussen, en el que discutió temas como la misión de la OTAN en la Guerra de Afganistán, la cooperación de la OTAN con Rusia y la relación transatlántica más amplia. También han comparecido miembros del Congreso de Estados Unidos, entre ellos el senador Richard Lugar y el secretario de Estado John Kerry .  El Consejo organiza eventos con jefes de Estado y de gobierno en funciones, incluido el expresidente georgiano Mikheil Saakashvili, el primer ministro ucraniano Arseniy Yatsenyuk, y la ex presidenta letona Vaira Vīķe-Freiberga.
Desde enero de 2007, el Consejo ha acogido a líderes militares de ambos lados del Atlántico. El Centro Brent Scowcroft sobre Seguridad Internacional del consejo ha realizado eventos periódicos conocidos como Commanders Series, donde invita a líderes militares de los Estados Unidos y Europa a hablar sobre conflictos de interés para la comunidad del Atlántico.  Como parte de Commanders Series, líderes militares estadounidenses como el ex general George Casey y el ex almirante Timothy Keating y líderes europeos como el exjefe de defensa francés Jean-Louis Georgelin y el teniente general holandés Ton van Loon han hablado sobre temas como la guerra de Irak, la guerra en Afganistán y las amenazas a la seguridad en Asia y África.
Sus eventos anuales incluyen los Premios al Liderazgo Distinguido en Washington D. C.; la Cumbre de Futuros Líderes; el Foro Global de Wroclaw en Wroclaw, Polonia; la Cumbre Económica y Energética del Atlantic Council en Estambul, Turquía; y los Premios Global Citizen en la ciudad de Nueva York.
El 22 de febrero de 2019, el Atlantic Council publicó su Declaración de Principios en la Conferencia de Seguridad de Múnich. Frederick Kempe, presidente y director ejecutivo del Atlantic Council, dijo que era "un esfuerzo para unir y revitalizar a los 'pueblos libres' en todo el mundo".

## Programas y centros

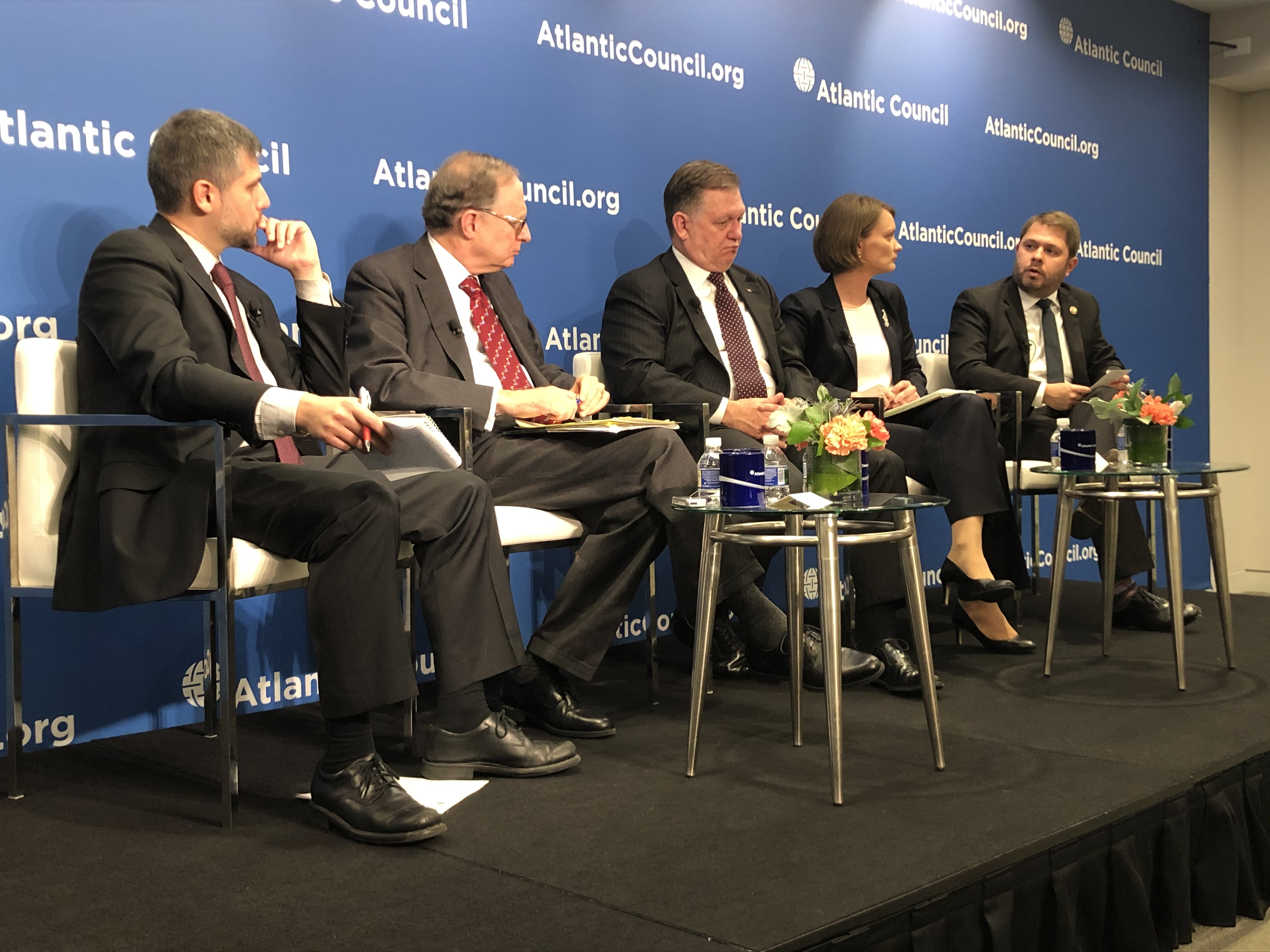
Un panel de la OTAN del Atlantic Council de 2019, incluido el congresista Rubén Gallego

La Red de Jóvenes Atlantistas, lanzada en la cumbre de Bucarest de 2008, reúne a una comunidad de líderes emergentes que comparten una visión de una cooperación euroatlántica más estrecha basada en valores comunes. A través de herramientas en línea y eventos regulares, la Red de Jóvenes Atlantistas sirve como un foro para el diálogo abierto entre los jóvenes atlantistas para que puedan intercambiar sus puntos de vista sobre una variedad de temas internacionales. Como lugar de encuentro, la Red sirve como escenario para que los líderes mundiales se dirijan a la próxima generación y compartan la perspectiva sobre temas actuales.
La Red de Jóvenes Atlantistas también gestiona el programa Futuros Líderes. El Consejo acogió la Cumbre de Futuros Líderes de 2014 al margen de la cumbre de Gales de 2014 de la OTAN. Esta Cumbre de Futuros Líderes conectó a los líderes emergentes de los países miembros de la OTAN entre sí, los líderes actuales de la Alianza, personas de la esfera de la seguridad internacional y una red global de pares.
El Programa de Relaciones Transatlánticas promueve el diálogo sobre los principales temas que afectarán la evolución de la relación transatlántica. Cree que una relación transatlántica saludable es un requisito previo esencial para un sistema internacional más fuerte. El Consejo busca identificar áreas de cooperación potencial y construir las redes personales y el entendimiento mutuo que forman la base para una asociación efectiva.
El Centro Brent Scowcroft sobre Seguridad Internacional del Consejo examina las relaciones de EE. UU. con aliados y adversarios en un esfuerzo por generar consenso en torno a políticas que contribuyan a un mundo más estable, seguro y bien gobernado.
El Programa de Economía y Negocios Globales trabaja para construir y fortalecer la ya profunda integración económica entre Europa y los Estados Unidos, así como para promover el liderazgo transatlántico en la economía global. Reuniendo a líderes empresariales, legisladores gubernamentales y expertos económicos, el programa explora temas transatlánticos y globales de importancia para la comunidad empresarial estadounidense y europea.
El South Asia Centre es el punto focal del Atlantic Council para el trabajo sobre Afganistán, Pakistán, India, Bangladés, Sri Lanka, Nepal y Bután, así como sobre las relaciones entre estos países y China, Asia Central, Irán, el mundo árabe, Europa y EE. UU. Como parte del programa asiático del Consejo, el Centro busca fomentar alianzas con instituciones clave de la región para establecerse como un foro de diálogo entre los responsables de la toma de decisiones en el sur de Asia, EE. UU. y la OTAN. Estas deliberaciones cubren la seguridad interna y externa, la gobernabilidad, el comercio, el desarrollo económico, la educación y otros temas.
El programa de Energía y Medio Ambiente explora los aspectos económicos y políticos de la seguridad y el suministro de energía, así como los problemas ambientales internacionales. Promueve el acceso abierto y el aire limpio y ofrece recomendaciones de políticas para satisfacer las necesidades de los países en desarrollo a través de un mayor capital, tecnología y conocimientos en los sectores de suministro de agua y energía.
El Centro Eurasia fomenta el diálogo entre líderes regionales, así como contrapartes de vecinos clave y líderes mundiales. Combinando la comprensión de la historia de Eurasia con el conocimiento de la política, la economía y la energía, el Centro brinda investigación y asesoramiento a gobiernos y empresas. Busca promover una agenda de cooperación e integración regional basada en valores compartidos e intereses comunes en un futuro libre, próspero y pacífico.
El Centro de África se estableció en septiembre de 2009 con la misión de ayudar a transformar los enfoques de las políticas estadounidenses y europeas hacia África al enfatizar la construcción de asociaciones geopolíticas sólidas con los estados africanos y fortalecer el crecimiento económico y la prosperidad en el continente.

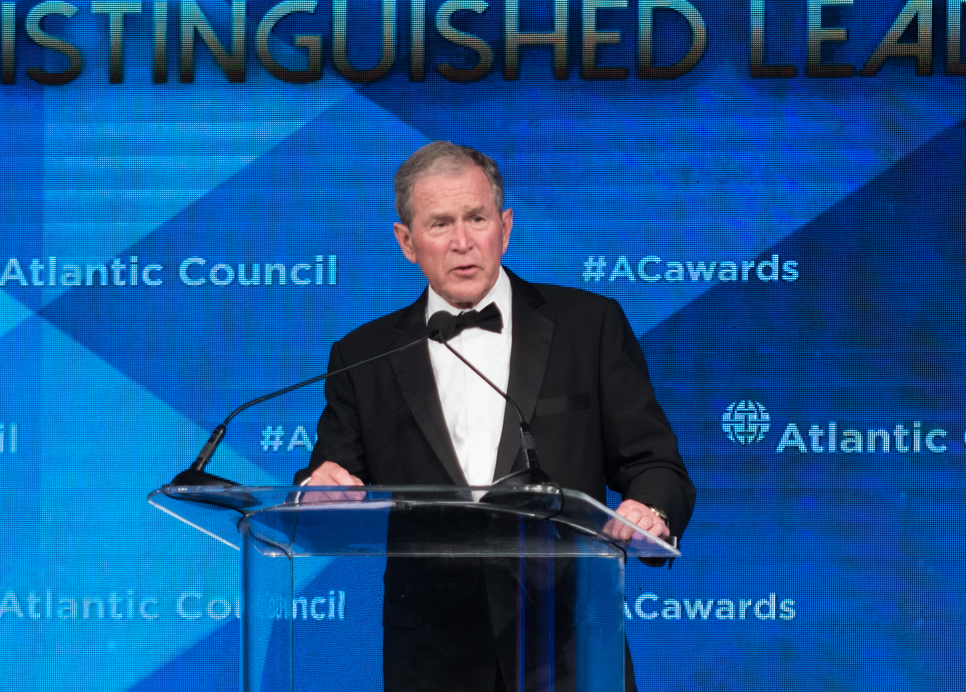
George W. Bush en el Atlantic Council 2018

El Centro Rafik Hariri para el Medio Oriente lleva el nombre de Rafik Hariri (un multimillonario y ex primer ministro del Líbano, y padre de uno de los principales donantes del centro). Busca producir un análisis de las fuerzas que transforman la región, así como recomendaciones de políticas para Estados Unidos y Europa sobre cómo promover relaciones más estrechas y productivas con la región.
El Centro para América Latina Adrienne Arsht promueve una asociación más fuerte entre América Latina, los Estados Unidos y Europa basada en valores compartidos e intereses estratégicos comunes, e involucra a su red de empresarios políticos, empresariales y de ONG para desarrollar ideas para líderes políticos y empresariales que buscan soluciones a los desafíos regionales y globales.
El Centro Adrienne Arsht para la Resiliencia del Consejo se estableció en abril de 2017. El Centro trabaja para generar resiliencia, la capacidad de prepararse, absorber y recuperarse de posibles desafíos, en nuestras sociedades y nuestros sistemas. Desarrolla recomendaciones pragmáticas para poner ideas en práctica, ayudando a gobiernos, ciudades, empresas y otros líderes a identificar y abordar desafíos antes de que se conviertan en crisis.

### Laboratorio Digital de Investigación Forense (DFRLab)
El Laboratorio Digital de Investigación Forense se fundó en 2016, para estudiar la desinformación en entornos de código abierto e informar sobre procesos democráticos. Los principales donantes del proyecto y del think tank, en general, están actualmente Facebook, luego de que se donara una suma en 2018, y el gobierno de Gran Bretaña.
El 20 de diciembre de 2019, The New York Times informó, en "Facebook descubre falsificaciones que muestran la evolución de la desinformación", que Facebook había eliminado "cientos de cuentas vinculadas a Epoch Media Group, la empresa matriz del medio de comunicación conservador The Epoch Times” usando fotos de perfil falsas que habían sido generadas usando inteligencia artificial. El director de DFRLab, Graham Brookie, declaró que la red coordinada de cuentas falsas demostró "un futuro de desinformación misterioso y habilitado por la tecnología".

## Liderazgo
- John FW Rogers, presidente

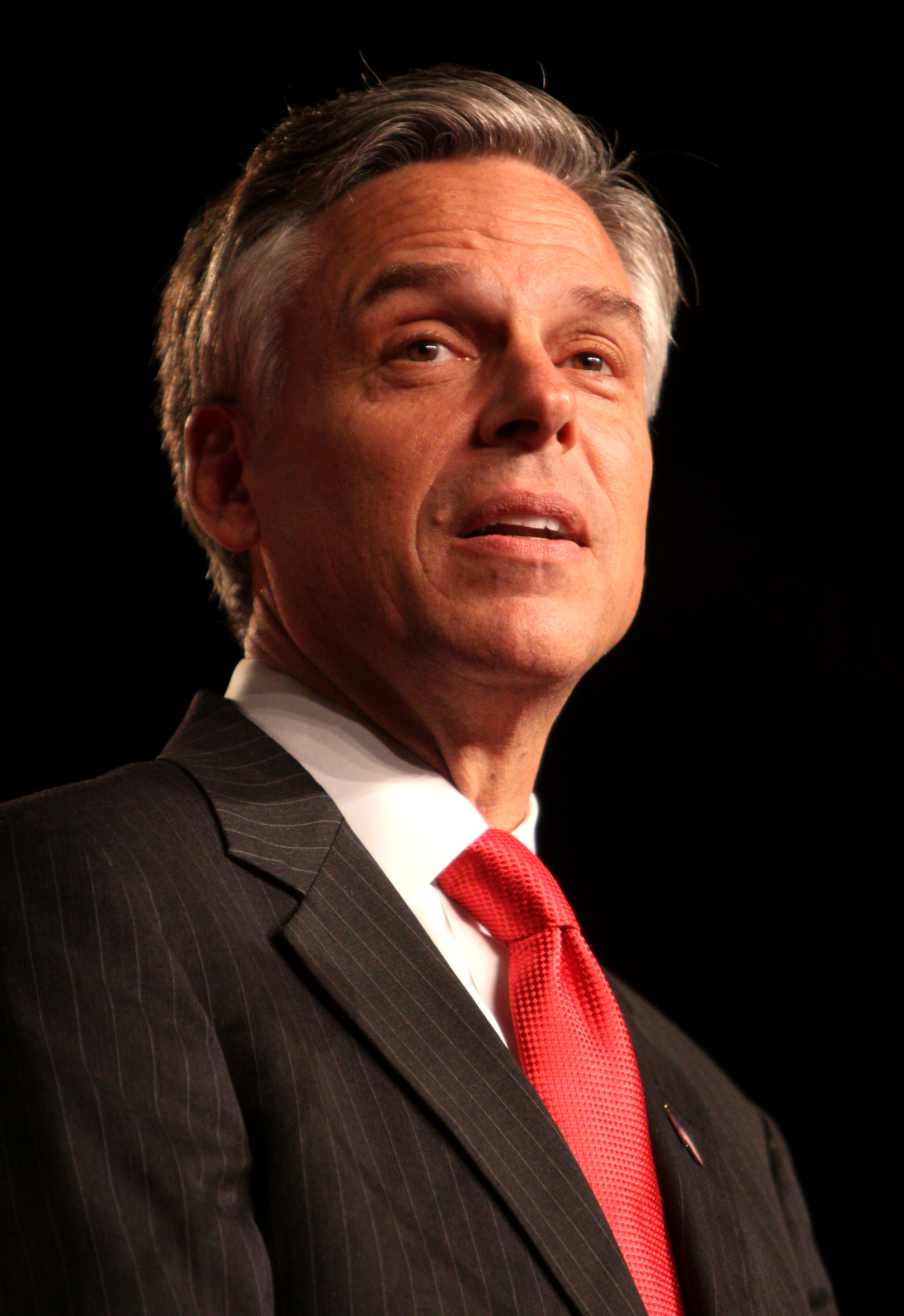
Jon Huntsman, expresidente

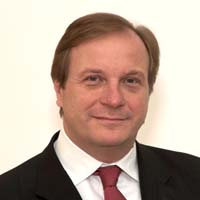
Fred Kempe, presidente

- David McCormick, presidente del Consejo Asesor Internacional
- Frederick Kempe, presidente y director ejecutivo
- James L. Jones, Jr., presidente ejecutivo emérito
- Damon Wilson, vicepresidente ejecutivo
- Adrienne Arsht, vicepresidenta ejecutiva
- Stephen J. Hadley, vicepresidente ejecutivo
- Robert J. Abernethy, Vicepresidente (Comité Ejecutivo)
- Richard Edelman, Vicepresidente (Comité Ejecutivo)
- C. Boyden Gray, Vicepresidente (Comité Ejecutivo)
- Alexander Mirtchev, Vicepresidente (Comité Ejecutivo)
- John Studzinski, Vicepresidente (Comité Ejecutivo)
- Fran Burwell, Vicepresidenta y Directora, Programa de Relaciones Transatlánticas
- Barry Pavel, vicepresidente y director, Brent Scowcroft Center on International Security
- Jason Healey, Director, Iniciativa Cyber Statecraft[48]
- Shuja Nawaz, Director, Centro del Sur de Asia
- Peter Schechter, Director, Centro Adrienne Arsht para América Latina
- Rama Yade, directora del Centro de África
- John E. Herbst, Director, Centro Dinu Patriciu Eurasia
- David Koranyi, Director, Iniciativa de Futuros de Energía de Eurasia, Centro Dinu Patriciu Eurasia
- Graham Brookie, Director y Editor Gerente, Laboratorio de Investigación Forense Digital (DFRLab)
- Kathy Baughman McLeod, Directora, Centro de Resiliencia de la Fundación Adrienne Arsht–Rockefeller
- Mathew Burrows, Director, Iniciativa de Prospectiva, Estrategia y Riesgos

### Directores notables
- Stéphane Abrial
- Peter Ackerman (Executive Committee member)
- Timothy D. Adams
- Michael Andersson (Executive Committee member)
- Barbara Barrett
- Colleen Bell
- Stephen Biegun
- Rafic Bizri (Executive Committee member)
- Linden P. Blue (Executive Committee member)
- Philip M. Breedlove
- Myron Brilliant
- Esther Brimmer (Executive Committee member)
- R. Nicholas Burns
- Richard R. Burt (Executive Committee member)
- Teresa Carlson
- James E. Cartwright
- Michael Chertoff
- George Chopivsky (Executive Committee member)
- Wesley K. Clark
- Helima Croft (Executive Committee member)
- Ralph D. Crosby Jr.
- Ankit N. Desai (Executive Committee member)
- Paula J. Dobriansky (Executive Committee member)
- Joseph F. Dunford, Jr.
- Stuart E. Eizenstat
- Mark T. Esper
- Alan H. Fleischmann (Executive Committee member)
- Jendayi E. Frazer
- John B. Goodman
- Sherri W. Goodman (Executive Committee member)
- Michael V. Hayden
- Tim Holt
- Karl Hopkins (Executive Committee member)
- Mark Isakowitz
- Wolfgang Ischinger
- Deborah Lee James
- Joia M. Johnson
- Maria Pica Karp (Executive Committee member)
- Andre Kelleners
- Henry A. Kissinger KCMG
- C. Jeffrey Knittel (Executive Committee member)
- Franklin D. Kramer
- Laura Lane
- Jan M. Lodal
- Douglas Lute
- Jane Holl Lute
- William J. Lynn
- Mark Machin
- John M. McHugh
- Eric D. K. Melby
- Judith A. Miller (Executive Committee member)
- Dariusz Mioduski
- Michael Morell
- Richard L. Morningstar
- Georgette Mosbacher
- Dambisa F. Moyo
- Virginia A. Mulberger
- Mary Claire Murphy
- Edward J. Newberry
- Thomas R. Nides
- Franco Nuschese
- Joseph S. Nye
- Ahmet Oren
- Sally A. Painter
- Ana Palacio
- Kostas Pantazopoulos (Executive Committee member)
- Alan Pellegrini
- David H. Petraeus
- W. DeVier Pierson
- Lisa Pollina
- Daniel B. Poneman
- Dina Powell McCormick (Executive Committee member)
- Ashraf Qazi
- Robert Rangel
- Gary Rieschel
- Thomas J. Ridge
- Lawrence Di Rita
- Michael J. Rogers
- Charles O. Rossotti
- Harry Sachinis
- Curtis Michael Scaparrotti
- Ivan A. Schlager
- Rajiv Shah
- Gregg Sherrill
- Ali Jehangir Siddiqui
- Walter Slocombe
- Christopher Smith
- Clifford Sobel
- James Stavridis
- Michael S. Steele
- Richard J. A. Steele[49]
- Frances M. Townsend (Executive Committee member)
- Melanne Verveer
- Charles F. Wald
- Michael F. Walsh
- Ronald Weiser
- Neal S. Wolin
- Jenny Wood (Executive Committee member)
- Guang Yang
- Mary C. Yates
- Dov S. Zakheim

### Directores honorarios
- James A. Baker, III
- Ashton B Carter
- Robert M. Gates
- James N Mattis
- Michael G Mullen
- León E. Panetta
- William J. Perry
- Colin L Powell
- Condoleezza Rice
- Horst Teltschik
- William H. Webster

### Directores vitalicios
- Odeh Aburdène
- Carol Adelman
- Michael Ansari
- Lucy Wilson Benson
- Julia Chang Bloch
- Bantz John Craddock
- Brian Dailey
- Kenneth W. Dam
- Chris Dodd
- Lacey Neuhaus Dorn
- Conrado Dornier
- Stanley Ebner
- Julie Finley
- Chas W. Freeman
- Ronald M. Freeman
- Carlton W. Fulford Jr.
- Edmund P. Giambastiani Jr.
- Barbara Hackman Franklin
- Brian C. McK. Henderson[50]
- Marten H.A. van Heuven
- Robert Hormats
- Robert L. Hutchings
- George A. Joulwan
- Roger Kirk
- Geraldine S. Kunstadter
- Felipe Lader
- Henrik Liljegren
- Juan D. Macomber
- Wendy W. Makins
- James P McCarthy
- Franklin C Miller
- George E. Moose
- Hilda Ochoa Brillembourg
- Felipe A. Odeen
- Thomas R. Pickering
- José W. Ralston
- Marjorie Scardino
- William O. Schmieder
- Kiron Skinner
- Paula Stern
- William H. Taft IV
- Ronald P. Verdicchio
- Enzo Viscussi
- Carl E. Vuono
- J.Robinson West
- R. James Woolsey

## Recepción
El exsecretario general de la OTAN , Anders Fogh Rasmussen, llamó al Consejo un "grupo de expertos preeminente" con una "reputación de larga data",  [cita requerida] y el exsenador estadounidense Richard Lugar (R-IN) dijo que el Consejo es "tenido en alta estima dentro de la comunidad atlántica".[cita requerida]
En 2016, el Atlantic Council recibió críticas del fundador de Human Rights Foundation por su decisión de otorgar un Premio Global Citizen a Ali Bongo Ondimba . Bongo rechazó el premio en medio de la controversia sobre las elecciones presidenciales de Gabón de 2016 .
En julio de 2019, Rusia dijo que las actividades del Atlantic Council representan una amenaza para los cimientos de su sistema constitucional y la seguridad de la Federación Rusa. Rusia agregó el Atlantic Council a su lista de organizaciones "indeseables", lo que le impide operar dentro de Rusia.

## Publicaciones
El Atlantic Council produce publicaciones y resúmenes sobre temas de política global que van desde el papel global de la OTAN hasta la seguridad energética.